# باغ شاه عباسی
باغ شاه عباسی مربوط به دوره قاجار است و در شهرستان یزد، بخش مرکزی، شهر شاهدیه، خیابان وحدت شمالی واقع شده و این اثر در تاریخ ۲۸ اسفند ۱۳۸۶ با شمارهٔ ثبت ۲۲۷۶۱ به‌عنوان یکی از آثار ملی ایران به ثبت رسیده است.